# 保善
保善（1788年 - ？），字翼之，号和斋，蒙古镶白旗人。嘉庆己卯科举人，庚辰科进士。后任翰林院侍讲学生、内阁中书等职。

## 家庭
曾祖伊通阿曾任教习；祖父永安，乾隆十七年壬申科进士，官辽宁铁岭县知县、翰林院侍讲；父亲德煜，乾隆庚子科举人，官刑部笔帖式、光禄寺署丞。